# Marie Laveau
Marie Laveau (New Orleans, 1801 circa – New Orleans, giugno 1881) è stata una religiosa, maga e praticante di voodoo statunitense.
La ricostruzione della vita di Marie Laveau è ostacolata dalla carenza di informazioni al riguardo, e complicata dal fatto che condivideva il proprio nome con molte delle sue figlie, tra cui Marie Laveau II, anch'essa praticante del vudù, per cui si teme che le testimonianze pervenute possano aver confuso le due figure.
Sia la figlia che la madre ebbero un'enorme influenza sui loro seguaci, composto sia da neri che da bianchi: viene riportato che nel 1874 ben 12.000 spettatori, tra bianchi e neri, affollarono le rive del lago Pontchartrain per poter assistere alla celebrazione dei suoi riti in occasione della vigilia di San Giovanni. 
La fama di Marie Laveau e l'alone di mistero creatosi attorno alla sua figura le hanno valso il titolo di voodoo queen (la "regina del vudù") per eccellenza.

## Biografia
Nacque libera nel quartiere del Vieux Carré di New Orleans intorno al 1801, figlia di un proprietario terriero bianco, Charles LaVeau Trudeau e di Marguerite Henry D'Arcantel una donna nera libera di origine creola. Il 4 agosto del 1819 sposò Jacques Paris un nero libero arrivato in Louisiana da Haiti, come molti altri bianchi, schiavi neri e neri liberi, che avevano lasciato l'isola caraibica in seguito alla sua dichiarazione di indipendenza. Il certificato di matrimonio tra Marie e Jacques è conservato nella cattedrale di San Luigi. L'anno seguente Jacques morì, in circostanze non chiare.
Dopo la morte del marito Marie iniziò a lavorare come parrucchiera per le famiglie bianche agiate della città. Non si sposò più, convivendo con il suo amante Louis Cristophe Dumesnil de Glapion, fino alla sua morte, avvenuta nel 1835. Si dice che i due abbiano avuto quindici figli, tra i quali la già citata Marie Laveau II, nata intorno al 1827.
Circa la carriera magica della Laveau poco si può affermare con certezza. Si dice che possedesse un serpente di nome Zombie, in onore di una divinità africana. La tradizione orale suggerisce che le sue pratiche magiche mescolassero credenze cattoliche, in particolare l'adorazione dei santi, con la fede negli spiriti africani. Probabilmente la sua potenza e influenza derivava, non tanto dalla magia, quanto da una solida rete di informatori che aveva costruito quando lavorava come parrucchiera, e che la tenevano al corrente di tutto quello che accadeva nelle case della gente che contava. Si sospetta che gestisse una propria casa di appuntamenti che usava come strumento per disporre delle informazioni che le servivano.
Il 16 giugno 1881 il quotidiano di New Orleans annunciò la notizia della morte di Marie Laveau. Stranamente, molte persone affermarono invece di averla vista in città dopo quella data. Gli storici suppongono che una delle sue figlie di nome Marie (molte delle sue figlie portavano tra i loro nomi quello di Marie, secondo la tradizione cattolica), avesse preso il suo nome e portato avanti le sue pratiche magiche, prendendone il posto come voodoo queen. Secondo gli archivi dell'anagrafe di New Orleans una Marie Glapion Lavau morì effettivamente il 15 giugno del 1881, all'età di 80 anni. La grafia leggermente diversa del cognome e la discrepanza con la reale età di Marie sono probabilmente dovute al carattere approssimativo dei documenti di nascita dell'epoca.

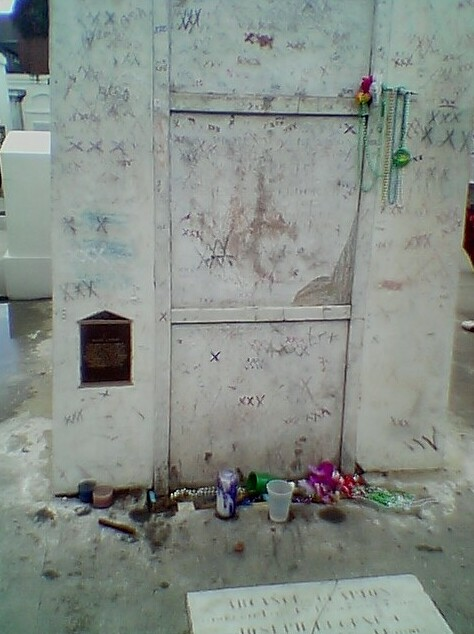
Tomba di Marie Laveau a New Orleans

Secondo la tradizione Marie Laveau è sepolta al Saint Louis Cemetery numero 1, il più antico cimitero cattolico di New Orleans. La sua presunta tomba attrae ancora innumerevoli visitatori che tracciano sulle pareti della cappella tre X nella speranza che lo spirito di Marie esaudisca i loro desideri. Secondo altri la tomba di Marie Laveau sarebbe altrove, ma potrebbero confondersi con altre sacerdotesse vudù di New Orleans che portarono lo stesso nome di battesimo.

## Opere attribuite a Marie Laveau
A Marie Laveau è attribuito un libretto dal titolo Black and White Magick, pubblicato per la prima volta nel 1925 e ancora in vendita nei cataloghi e nei siti di vendita per corrispondenza dedicati all'oggettistica magica. Il libretto dichiara di essere opera della famosa voodoo queen e di svelare i suoi segreti magici, ma l'attribuzione è con ogni probabilità spuria ed il vero autore è probabilmente da identificarsi con colui che si presenta come semplice redattore dell'opera.

## Nella cultura di massa
- Marie Laveau compare in tre avventure di Zagor: Vendetta vudu, La regina della città morta e Le donne guerriere, dove è disegnata con le fattezze di Naomi Campbell.
- In BloodRayne una strega voodoo di nome Marie Laveau ma nota come Marassa risveglia dei mostri noti come Maraisreq in Louisiana.
- Marie Laveau è una delle potenti protagoniste nella terza stagione di American Horror Story, interpretata da Angela Bassett, storica rivale delle streghe bianche, sarà costretta ad allearsi con loro per affrontare una minaccia peggiore. Marie, sempre interpretata dalla Bassett, compare anche nell'ultimo episodio dell'ottava stagione della serie, alleandosi ancora una volta con le altre streghe per far fronte a una catastrofica apocalisse.
- Nel libro American Gods di Neil Gaiman viene riportata una parte della storia di Marie Laveau.
- Nel romanzo Young Adult I sussurri della notte di Jeaniene Frost, Marie Laveau è co-protagonista nella lotta tra ghoul e vampiri.
- Il gruppo Heavy Metal danese Volbeat ha dedicato una canzone a Marie Laveau. La canzone è contenuta nell'album Seal the Deal & Let's Boogie, del quale è la traccia numero due.
- Nel libro L'accordo del diavolo di Luigi Sorrenti hanno un ruolo di primaria importanza la pronipote di Marie Laveau e sua figlia.
- Nell'album dei Canned Heat del 1968 Boogie with Canned Heat, la nona traccia ha il titolo Marie Laveau.
- Marie Laveau è anche una canzone country folk scritta da Shel Silverstein. Essa è stata poi incisa dal gruppo rock country Doctor Hook & the Medicine Show nel loro album d'esordio del 1971, successivamente incisa anche dal cantante country Bobby Bare nel 1974.
- Nell'avventura grafica del 1993 Gabriel Knight: Sins of the Fathers, nonché nel remake dello stesso, edito in HD in occasione del ventennale dalla versione originale, Marie Laveau è una citazione ricorrente; nel videogioco viene addirittura graficamente riprodotta la sua tomba.
- Nella serie televisiva statunitense Le terrificanti avventure di Sabrina, Marie Laveau viene invocata in aiuto assieme ad altri spiriti delle streghe per praticare un esorcismo oscuro da Sabrina Spellman assieme alle sue due zie Hilda e Zelda Spellman e la signora Mary Wardwell/Madam Satana.
- In Legends Of Tomorrow, Marie Laveau è presente nella quarta stagione, episodio 7.
- È ispirata a Marie Laveau la canzone The Witch Queen of New Orleans dei Redbone, contenuta nell'album Message from a Drum del 1971.
- Marie Laveau compare nel terzo film della serie The Librarian, The Librarian 3 - La maledizione del calice di Giuda
- Madame Paveaux, l'antagonista del videogioco Tomb Raider: Curse of the Sword (titolo della serie Tomb Raider sviluppato per Game Boy Color è ispirata a Marie Laveai; il gioco si ambienta infatti a New Orleans.